# 雷扎爾菲厄澤

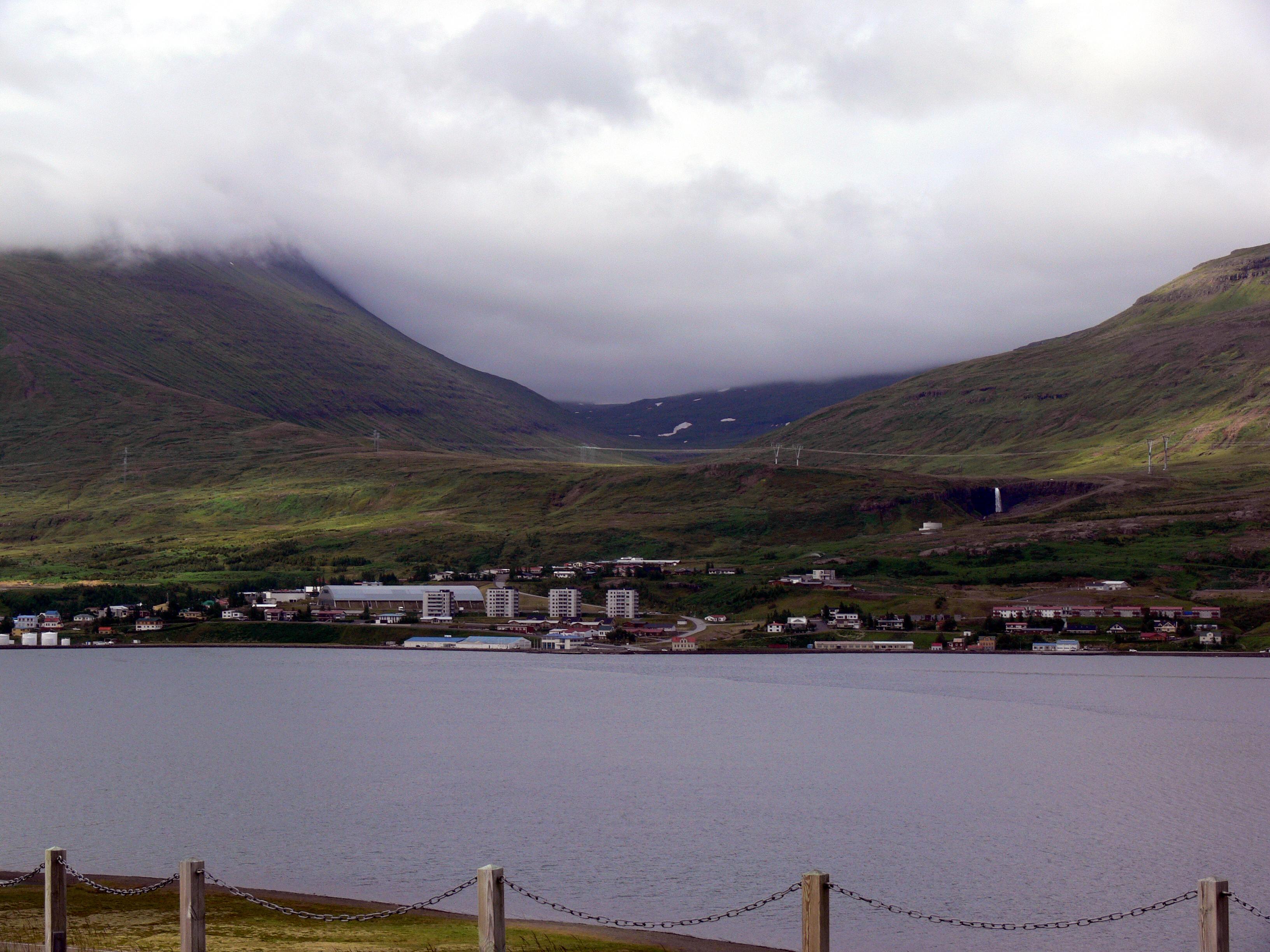
雷扎爾菲厄澤

雷扎爾菲厄澤是冰島東部區菲亚扎比格兹市镇内的城鎮，位於該國東部。該鎮自二十世紀初期是商業港口和漁港，鎮上有多間博物館，2023年人口1,393。

## 外部連結
- 菲亚扎比格兹市镇官方网站 （页面存档备份，存于） （冰岛语）

65°02′N 14°13′W / 65.033°N 14.217°W